# Dasineura galiicola
Dasineura galiicola är en tvåvingeart som först beskrevs av Löw 1880.  Dasineura galiicola ingår i släktet Dasineura och familjen gallmyggor. Inga underarter finns listade i Catalogue of Life.